# ایران در جام جهانی فوتبال ۲۰۲۲
تیم ملی ایران در جام جهانی ۲۰۲۲ قطر در گروه B این رقابت‌ها با تیم‌های انگلیس، آمریکا و ولز (برنده پلی‌آف اروپا) هم گروه شد. این گروه به دلیل رویارویی تیم ایران با انگلستان و آمریکا، به عنوان سیاسی‌ترین گروه جام شمرده شد و حواشی بسیاری در پی داشت.

## در جام جهانی

### نتایج و جدول
گروه B
| تیم                 | بازی | برد | تساوی | باخت | گل‌زده | گل‌خورده | تفاضل‌گل | امتیاز |
| ------------------- | ---- | --- | ----- | ---- | ----- | ------- | ------- | ------ |
| انگلستان            | ۳    | ۲   | ۱     | ۰    | ۹     | ۲       | ۷+      | ۷      |
| ایالات متحده آمریکا | ۳    | ۱   | ۲     | ۰    | ۲     | ۱       | ۱+      | ۵      |
| ایران               | ۳    | ۱   | ۰     | ۲    | ۴     | ۷       | ۳-      | ۳      |
| ولز                 | ۳    | ۰   | ۱     | ۲    | ۱     | ۶       | ۵-      | ۱      |

### بازی‌ها
تمامی زمان‌ها به وقت محلی هستند (یوتی‌سی ۳+).
| انگلستان | ۶–۲   | ایران |
| -------- | ----- | ----- |
|          | گزارش |       |

| ولز | ۰–۲   | ایران |
| --- | ----- | ----- |
|     | گزارش |       |

| ایران | ۰–۱   | ایالات متحده آمریکا |
| ----- | ----- | ------------------- |
|       | گزارش |                     |

### بازی با انگلستان

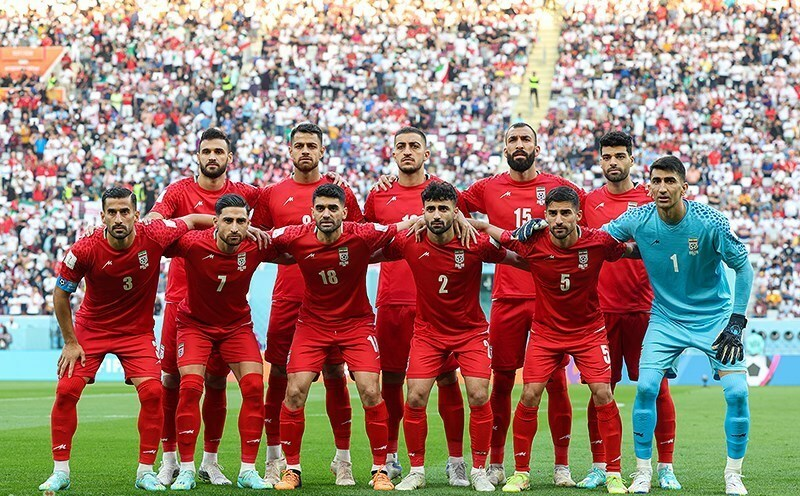
عکس دسته جمعی بازیکنان در دیدار تیم‌های فوتبال ایران و انگلیس- جام جهانی ۲۰۲۲

تیم ملی فوتبال ایران، جام جهانی ۲۰۲۲ را با شکستی سنگین آغاز کرد و با دریافت شش گل از تیم ملی فوتبال انگلیس سنگین‌ترین شکست خود در تاریخ جام جهانی را تجربه کرد. این بازی از حیث آمار قابل توجه است چرا که رکوردهای مختلفی برای تیم ایران در آن جابه‌جا شد: در این بازی بدترین شکست ایران در جام جهانی، بیشترین گل خورده در یک مسابقه و ضعیف‌ترین نتیجه در مسابقه اول جام‌جهانی رخ داد. همچنین بیشترین گل زده در مسابقه اول برای یک تیم، بیشترین گل زده در یک مسابقه (۸ گل) رکوردهایی بود که در این مسابقه ثبت شد.
این دو تیم که پیش از این بازی باهم دیداری نداشتند، برای نخستین‌بار در تاریخ ۳۰ آبان ۱۴۰۱ در ورزشگاه خلیفه، الریان قطر مقابل همدیگر قرار گرفتند که این بازی با نتیجهٔ ۶ بر ۲ به نفع تیم انگلیس به پایان رسید. ایران در این بازی ۲۲ درصد مالکیت توپ و ۳ شوت در چارچوب داشت. انگلیس ۷۸ درصد مالکیت توپ و ۷ ضربه در چارچوب داشت.
در این بازی دروازه‌بان اصلی تیم ایران، علیرضا بیرانوند، پس از برخورد با هم‌تیمی خود، مجید حسینی، در دقایق اولیه دچار شکستگی بینی شد و نتوانست بازی را ادامه دهد. بیرانوند پس از پایان بازی مورد معاینه پزشکان فیفا قرار گرفت و با توجه به ادامه خونریزی و افت فشار بسیار زیاد به بیمارستان منتقل شد.
مهدی طارمی اولین بازیکن ایران شد که دو گل در یک مسابقه جام جهانی زده‌است. او اکنون تنها بازیکن دو گله ایران در جام جهانی است.

#### جزئیات
| انگلستان                                                                                       | ۶–۲   | ایران                        |
| ---------------------------------------------------------------------------------------------- | ----- | ---------------------------- |
| - بلینگام ۳۵' - بوکایو ساکا ۴۳'، ۶۲' - رحیم استرلینگ ۴۵+۱' - مارکوس رشفورد ۷۱' - جک گریلیش ۹۰' | گزارش | - طارمی ۶۵'، ۹۰+۱۳' (پنالتی) |

| انگلیس | ایران |

| GK          | ۱  | جردن پیکفورد  |  |     |
| RB          | ۱۲ | کیرن تریپیر   |  |     |
| CB          | ۵  | جان استونز    |  |     |
| CB          | ۶  | هری مگوایر    |  | '70 |
| LB          | ۳  | لوک شاو       |  |     |
| CM          | ۲۲ | جود بلینگام   |  |     |
| CM          | ۴  | دکلان رایس    |  |     |
| RW          | ۱۷ | بوکایو ساکا   |  | '70 |
| AM          | ۱۹ | میسون ماونت   |  | '70 |
| LW          | ۱۰ | رحیم استرلینگ |  | '70 |
| CF          | ۹  | هری کین (c)   |  | '۷۵ |
| تعویضی‌ها:   |    |               |  |     |
| DF          | ۱۵ | اریک دایر     |  | '70 |
| FW          | ۱۱ | مارکوس رشفورد |  | '70 |
| MF          | ۲۰ | فیل فودن      |  | '70 |
| FW          | ۷  | جک گریلیش     |  | '70 |
| FW          | ۲۴ | کالوم ویلسون  |  | '75 |
| سرمربی:     |    |               |  |     |
| گرت ساوتگیت |    |               |  |     |

| GK           | ۱  | علیرضا بیرانوند   |     | '20 |
| CB           | ۸  | مرتضی پورعلی‌گنجی  | '48 |     |
| CB           | ۱۵ | روزبه چشمی        |     | '46 |
| CB           | ۱۹ | مجید حسینی        |     |     |
| RWB          | ۲  | صادق محرمی        |     |     |
| LWB          | ۵  | میلاد محمدی       |     | '63 |
| RM           | ۷  | علیرضا جهانبخش    | '25 | '46 |
| CM           | ۲۱ | احمد نوراللهی     |     | '77 |
| CM           | ۱۸ | علی کریمی         |     | '46 |
| LM           | ۳  | احسان حاج‌صفی (c)  |     |     |
| CF           | ۹  | مهدی طارمی        |     |     |
| تعویضی‌ها:    |    |                   |     |     |
| GK           | ۲۴ | سید حسین حسینی    |     | '20 |
| MF           | ۶  | سعید عزت‌اللهی     |     | '46 |
| DF           | ۱۳ | حسین کنعانی‌زادگان |     | '46 |
| MF           | ۱۷ | علی قلی‌زاده       |     | '46 |
| MF           | ۱۶ | مهدی ترابی        |     | '63 |
| FW           | ۲۰ | سردار آزمون       |     | '77 |
| سرمربی:      |    |                   |     |     |
| کارلوس کی‌روش |    |                   |     |     |

| بهترین بازیکن زمین: بوکایو ساکا (انگلیس) |

#### رکوردهای جهانی
- گل دوم ایران در این بازی که در دقیقه ۱۳+۹۰ توسط طارمی به ثمر رسید دیرهنگام‌ترین گل تاریخ جام جهانی بود.[۸]
- نیمه اول این دیدار با ۱۴ دقیقه وقت اضافه رکورد بیشترین وقت اضافه برای یک‌نیمه در جام جهانی را به خود اختصاص داد.[۹]
- این دیدار رکورد بیشترین وقت اضافه در بازی‌های جام جهانی را با ۲۷ دقیقه به خود اختصاص داد.[۹]

### بازی با ولز

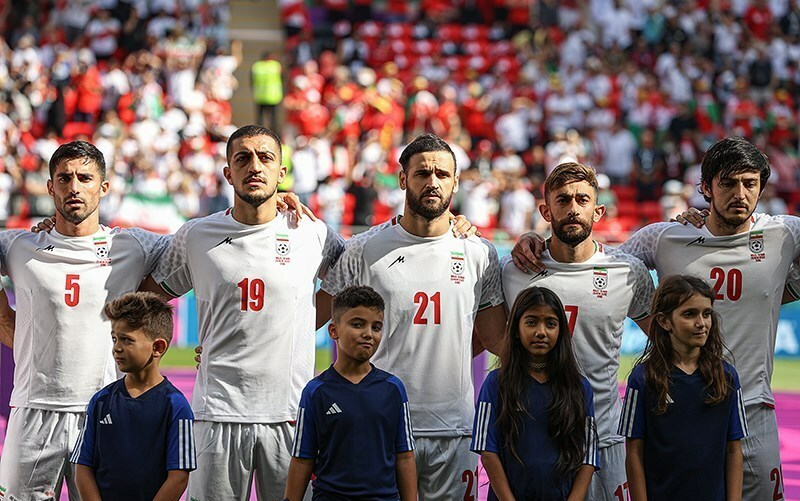
بازیکنان ایران در بازی ایران با ولز

دیدار ایران و ولز در جام جهانی ۲۰۲۲، یک دیدار فوتبال بود که در تاریخ ۲۵ نوامبر ۲۰۲۲، بین ایران و ولز در مرحله گروهی جام جهانی ۲۰۲۲ در ورزشگاه احمد بن علی در الریان قطر برگزار شد. این مسابقه که بهترین پیروزی ایران در رقابت‌های جام جهانی بود، با پیروزی ۲–۰ برای ایران به پایان رسید. در این دیدار وین هنسی دروازه‌بان ولز با خطا روی مهدی طارمی کارت قرمز مستقیم دریافت کرد که اولین اخراج این رقابت‌ها محسوب می‌شد.
روزبه چشمی و رامین رضاییان، دو بازیکنی بودند که در وقت‌های اضافه برای تیم ایران گل زدند.

#### جزئیات
| ولز | ۰–۲   | ایران                                   |
| --- | ----- | --------------------------------------- |
|     | گزارش | روزبه چشمی ۹۰+۹' · رامین رضائیان ۹۰+۱۱' |

| ولز | ایران |

| GK        | ۱  | وین هنسی     | '۸۶   |     |
| CB        | ۵  | کریس مفام    |       |     |
| CB        | ۶  | جو رادون     | '45+3 |     |
| CB        | ۴  | بن دیویس     |       |     |
| DM        | ۱۵ | ایتن امپادو  |       | '77 |
| CM        | ۱۰ | آرون رمزی    |       | '87 |
| CM        | ۸  | هری ویلسون   |       | '57 |
| RW        | ۱۴ | کانر رابرتس  |       | '57 |
| LW        | ۳  | نکو ویلیامز  |       |     |
| CF        | ۱۱ | گرت بیل (c)  |       |     |
| CF        | ۱۳ | کیفر مور     |       |     |
| تعویضی‌ها: |    |              |       |     |
| FW        | ۹  | برنان جانسون |       | '57 |
| FW        | ۲۰ | دنیل جیمز    |       | '57 |
| MF        | ۷  | جو آلن       |       | '77 |
| GK        | ۱۲ | دنی وارد     |       | '87 |
| سرمربی:   |    |              |       |     |
| راب پیج   |    |              |       |     |

| GK           | ۲۴ | سید حسین حسینی   |       |     |
| RB           | ۲۳ | رامین رضائیان    | '90+5 |     |
| CB           | ۱۹ | سید مجید حسینی   |       |     |
| CB           | ۸  | مرتضی پورعلی‌گنجی |       |     |
| LB           | ۵  | میلاد محمدی      |       |     |
| RM           | ۱۷ | علی قلی‌زاده      |       | '77 |
| CM           | ۶  | سعید عزت‌اللهی    |       | '83 |
| CM           | ۲۱ | احمد نوراللهی    |       | '77 |
| LM           | ۳  | احسان حاج‌صفی (c) |       | '77 |
| SS           | ۹  | مهدی طارمی       |       |     |
| CF           | ۲۰ | سردار آزمون      |       | '68 |
| تعویضی‌ها:    |    |                  |       |     |
| FW           | ۱۰ | کریم انصاری‌فرد   |       | '68 |
| MF           | ۱۶ | مهدی ترابی       |       | '77 |
| MF           | ۷  | علیرضا جهانبخش   | '90+5 | '77 |
| DF           | ۱۵ | روزبه چشمی       |       | '77 |
| MF           | ۱۸ | علی کریمی        |       | '83 |
| سرمربی:      |    |                  |       |     |
| کارلوس کیروش |    |                  |       |     |

| بهترین بازیکن بازی: روزبه چشمی (ایران) کمک داورها: کیلب ولز (ترینداد و توباگو) خوآن کارلوس مورا (کاستاریکا) داور چهارم: ماگته اندیایه (سنگال) کمک داور ذخیره: جبریل کامارا (سنگال) کمک داور ویدئویی: درو فیشر (کانادا) کمک داور کمک داور ویدئویی: فرناندو گوئررو (مکزیک) نیکولاس تاران (اوروگوئه) آدریل زوراک (مراکش) کمک ذخیره کمک داور ویدئویی: برونو پیرس (برزیل) |

#### واکنش‌ها
مردم ایران پس از برد تیم ملی فوتبال ایران مقابل تیم ملی فوتبال ولز به خیابان‌ها آمدند و به جشن پیروزی و شادمانی پرداختند.

وبگاه فدراسیون فوتبال آسیا با دراماتیک خواندن پیروزی ایران نوشت حالا ایران فقط با یک تساوی برابر آمریکا می‌تواند برای اولین بار به مرحله حذفی جام جهانی صعود کند. وبگاه فیفا نوشت تیم ایران با به ثمر رساندن ۵ گل از ۶ گل اخیر خود در وقت‌های تلف‌شده نشان داده سابقه خوبی در شکست تیم‌ها در دقایق پایانی دارد.
کیروش در کنفرانس خبری پس از بازی گفت: «این تازه آغاز کار ماست. ما باید کار تمام کنیم. روز فوق‌العاده‌ای برای ما بود و کلمه‌ای ندارم که با آن از بازیکنان تشکر کنم. آن‌ها درخشان بودند و شایسته احترام زیادی هستند. مردم می‌فهمند که این بچه‌ها عاشق فوتبال بازی کردن هستند.»
سید علی خامنه‌ای در دیدار عمومی خود در روز بعد از این بازی در واکنش به این پیروزی گفت: «دیروز بچه‌های تیم ملی چشم ملت ما را روشن کردند. ان‌شاءالله چشمشان روشن باشد»

### بازی با تیم ملی فوتبال آمریکا

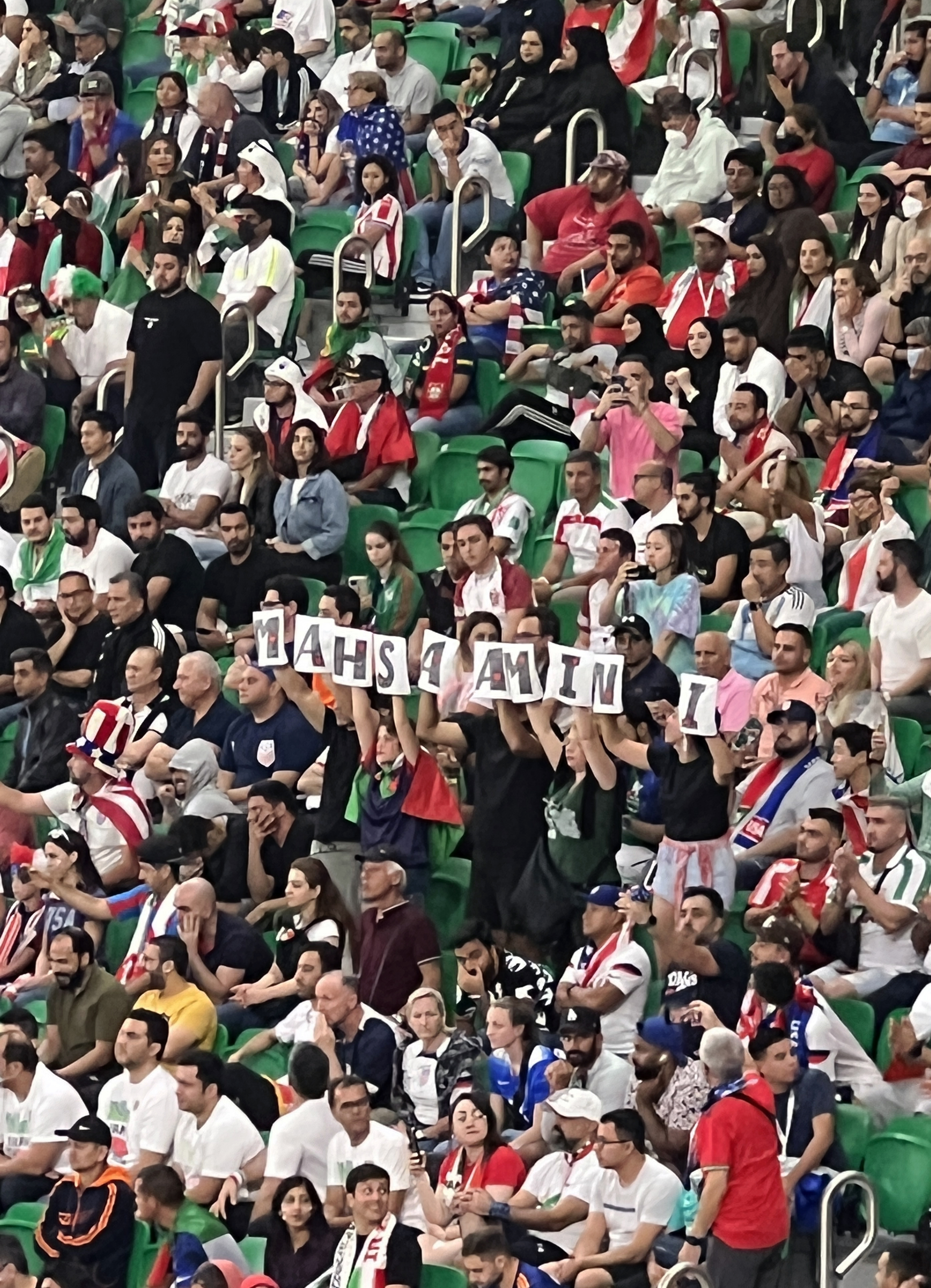
نام مهسا امینی در دست هواداران در بازی ایران مقابل آمریکا در ورزشگاه الثمامه قطر

در این بازی تیم ملی فوتبال ایران مقابل آمریکا با نتیجه یک بر صفر شکست خورد و از جام جهانی ۲۰۲۲ قطر حذف شد. ایران این بازی را با ترکیب علیرضا بیرانوند، احسان حاج صفی، میلاد محمدی، مرتضی پورعلی‌گنجی، مهدی طارمی، علی قلی‌زاده، مجید حسینی، سردار آزمون، احمد نوراللهی، رامین رضاییان و سعید عزت‌اللهی آغاز کرد. پیش از این بازی دو تیم دو بار به مصاف یکدیگر رفته‌بودند که یک‌بار ایران در جام جهانی ۱۹۹۸ با برتری تاریخی ۲–۱ به پیروزی رسید و بار دیگر در یک دیدار دوستانه در سال ۲۰۰۰ با نتیجه ۱–۱ به تساوی رسیدند.
مسابقه دو تیم ایران و آمریکا سیاسی‌ترین رقابت جام ۲۰۲۲ قطر لقب گرفت. این لقب نه فقط به علت سابقه تاریخی و تنش میان ایران و آمریکا بلکه به علت اعتراضات گسترده در داخل ایران و تلاش جمهوری اسلامی ایران برای بهره‌برداری سیاسی از مسابقات بسیار برجسته شد.

#### جزئیات
| ایران | ۰–۱   | ایالات متحده آمریکا   |
| ----- | ----- | --------------------- |
|       | گزارش | - کریستین پولیسیچ ۳۸' |

| ایران | ایالت متحده آمریکا |

| GK                    | ۱  | علیرضا بیرانوند    |       |       |
| RB                    | ۲۳ | رامین رضاییان      |       |       |
| CB                    | ۱۹ | مجید حسینی         | '77   |       |
| CB                    | ۸  | مرتضی پورعلی‌گنجی   |       |       |
| LB                    | ۵  | میلاد محمدی        |       | '45+2 |
| RM                    | ۱۷ | علی قلی‌زاده        |       | '77   |
| CM                    | ۶  | سعید عزت‌اللهی      |       |       |
| CM                    | ۲۱ | احمد نوراللهی      |       | '71   |
| LM                    | ۳  | احسان حاج‌صفی (c)   |       | '۷۱   |
| SS                    | ۹  | مهدی طارمی         |       |       |
| CF                    | ۲۰ | سردار آزمون        |       | '46   |
| تعویضی‌ها:             |    |                    |       |       |
| MF                    | ۱۸ | علی کریمی          |       | '45+2 |
| MF                    | ۱۴ | سامان قدوس         |       | '46   |
| MF                    | ۱۶ | مهدی ترابی         |       | '71   |
| DF                    | ۲۵ | ابوالفضل جلالی     | '90+6 | '71   |
| FW                    | ۱۰ | کریم انصاری‌فرد     |       | '77   |
| سایر اقدامات انضباطی: |    |                    |       |       |
| DF                    | ۱۳ | حسین کنعانی زادگان | '83   |       |
| سرمربی:               |    |                    |       |       |
| کارلوس کیروش          |    |                    |       |       |

| GK          | ۱  | مت ترنر           |     |     |
| RB          | ۲  | سرجینیو دست       |     | '82 |
| CB          | ۲۰ | کمرون کارتر-ویکرز |     |     |
| CB          | ۱۳ | تیم ریم           |     |     |
| LB          | ۵  | آنتونی رابینسن    |     |     |
| DM          | ۴  | تایلر آدامز (c)   | '۴۳ |     |
| CM          | ۶  | یونس موسی         |     |     |
| CM          | ۸  | وستون مک کنی      |     | '65 |
| RF          | ۲۱ | تیموتی وه‌آ        |     | '82 |
| CF          | ۲۴ | جاش سارجنت        |     | '77 |
| LF          | ۱۰ | کریستین پولیسیچ   |     | '46 |
| تعویضی‌ها:   |    |                   |     |     |
| FW          | ۱۱ | براندون ارونسون   |     | '46 |
| MF          | ۲۳ | کلین آکوستا       |     | '65 |
| FW          | ۱۹ | حاجی رایت         |     | '77 |
| DF          | ۱۸ | شک مور            |     | '82 |
| DF          | ۳  | واکر زیمرمن       |     | '82 |
| سرمربی:     |    |                   |     |     |
| گرگ برهالتر |    |                   |     |     |

| بهترین بازیکن زمین: کریستین پولیسیک (آمریکا) |

## رتبه نهایی در جام جهانی بین ۳۲ تیم
پس از پایان مرحله گروهی رقابت‌های جام جهانی، تیم ملی ایران در کنار تیم‌های قطر و عربستان؛ سه نماینده قاره آسیا شناخته شدند که از دور مسابقات کنار رفتند. (تیم‌های ژاپن، استرالیا و کره جنوبی سه نماینده دیگر قاره آسیا بودند که به مرحله یک‌هشتم نهایی جام جهانی صعود کردند).
تیم ملی ایران در پایان رقابت‌های گروهی جام جهانی ۲۰۲۲، در «رتبه ۲۶ بین ۳۲ تیم حاضر در این رقابت‌ها»، قرار گرفت.

## رنکینگ فیفا پس از پایان جام جهانی ۲۰۲۲
تیم ملی فوتبال ایران که پیش از آغاز مسابقات جام جهانی ۲۰۲۲؛ در رده اول آسیا و ۲۰ جهان قرار داشت، پس از پایان مسابقات جام جهانی ۲۰۲۲؛ با «چهار پله سقوط نسبت به رده‌بندی قبلی در جایگاه بیست و چهارم جهان قرار گرفت» و جایگاه اول خود در آسیا را نیز، به ژاپن واگذار کرد.‏

## حواشی
این دوره از بازی‌های جام جهانی در حالی آغاز شد که بیش از دو ماه از شروع خیزش ۱۴۰۱ می‌گذشت. از این‌رو تیم ملی ایران، هدف انتقادهای زیادی قرار گرفت. برخی از معترضان خواستار واکنش یا کناره‌گیری از تیم و همچنین حذف تیم از مسابقات جام جهانی از سوی فیفا شدند و بسیاری از هواداران، از بازیکنان و عوامل تیم انتظار داشتند تا در مورد وضعیت ایران واکنش نشان دهند. همچنین شماری از کاربران شبکه‌های اجتماعی دیدن این بازی را تحریم کردند.

### رد کردن حضور در مراسم جام جهانی توسط فوتبالیست‌های ایرانی
علی دایی، علی کریمی، مهدی مهدوی‌کیاو جواد نکونام، چهار چهرهٔ سرشناس فوتبال ایران، در شبکه‌های اجتماعی خود اعلام کردند دعوت فیفا برای حضور در جام جهانی قطر را رد کرده‌اند.

### دیدار اعضای تیم ملی با رئیس‌جمهور ایران
پس از برگزاری آخرین دور از تمرینات در کمپ تیم ملی و چند روز پیش از آغاز بازی‌های جام جهانی در قطر، بازیکنان، کادر فنی و مسئولان وزارت ورزش و جوانان و فدراسیون فوتبال با سید ابراهیم رئیسی دیدار کردند و با او عکس یادگاری گرفتند. این دیدار بازتاب گسترده‌ای در شبکه‌های اجتماعی داشت و تصاویر منتشر شده از تعظیم برخی از بازیکنان مقابل رئیس‌جمهور در اوج سرکوب معترضین و جملات کی‌روش در تمجید رئیسی، میان ایرانیان واکنش برانگیز شد.
پس از حذف و بازگشت تیم فوتبال از قطر این بحث مطرح شد که اعضا و کادر تیم ملی پس از دیدار با رئیسی ۶۰۰ سکه بهار آزادی گرفته‌اند. محسن معتمدکیا (مدیر رسانه‌ای تیم) ضمن رد عدد ۶۰۰ سکه، تأیید کرد که پس از آن دیدار هر کدام از بازیکنان ۱۰، تعدادی از اعضای کادرفنی ۱۰ و تعداد دیگری از اعضای تیم ۵ سکه دریافت کرده‌اند و سکه‌ها در همان اتوبوسی که از نهاد ریاست جمهوری به فرودگاه رفت بین‌شان تقسیم شده‌است.

### واکنش احسان حاج‌صفی به حوادث ایران
احسان حاج‌صفی، کاپیتان تیم ملی فوتبال ایران، در نشست خبری پیش از بازی با انگلیس صحبت‌های خود را این‌گونه شروع کرد: «به نام خدای رنگین‌کمان». این عبارت ارجاعی بود به ویدیویی از کیان پیرفلک، کودک ۱۰ سالهٔ ایذه‌ای، که چند روز پیش کشته شده بود. او در ادامهٔ صحبت‌های خود به مردم داغدار ایران تسلیت گفت. حاج‌صفی ضمن ابراز نگرانی در مورد بحران سیاسی جاری در ایران گفت: «باید قبول کنیم که واقعاً شرایط کشورمان خوب نیست. مردم ما شاد نیستند. همه ناراحت هستند». با این وجود بسیاری از مردم این واکنش را دوپهلو دانستند، چرا که رسانه‌های جمهوری اسلامی نیز حوادث ایذه را تروریستی نامیده بودند.

### نخواندن سرود ملی
بازیکنان تیم ملی فوتبال ایران در آغاز بازی مقابل تیم ملی انگلیس، سرود ملی ایران را نخواندند. این اتفاق باعث شد تا تلویزیون جمهوری اسلامی تصاویر این لحظات را سانسور کند. این در حالی بود که گفته می‌شد نهادهای حاکمیتی با تهدید و حتی گرفتن تعهد، ملی‌پوشان ایران را برای خواندن سرود ملی تحت فشار قرار داده بود.اما برخلاف بازی اول بازیکنان در بازی دوم و سوم مقابل ولز و آمریکا، سرود جمهوری اسلامی را همخوانی کردند.

### واکنش هواداران در بازی مقابل انگلیس
|                                                                                                  |  |  |
| تماشاگران ایرانی در حاشیه بازی ایران و انگلیس با شعار زن، زندگی، آزادی و پیراهن با نام علی کریمی |  |  |

شماری از ایرانی‌ها در ورزشگاه خلیفه قطر حاضر شدند و شعارهایی سر دادند. در دقیقهٔ ۲۲ این بازی هواداران ایرانی نام «مهسا امینی» را تکرار کردند و در برخی دقایق شعار «بی‌شرف، بی‌شرف» سر دادند. در همین حال برخی تماشاگران ایرانی حاضر در ورزشگاه در حین پخش سرود جمهوری اسلامی، هو کشیدند و پرچم شیر و خورشید را نشان دادند.
در دقایق پایانی بازی ایران و انگلیس، تماشاچیان حاضر در ورزشگاه به شکل گسترده‌ای علی کریمی را تشویق کردند. همچنین پس از پایان این بازی ایرانی‌ها شعار «مرگ بر دیکتاتور» و «مرگ بر خامنه‌ای» سردادند.
این شعارها مورد انتقاد کیروش، سرمربی تیم ملی ایران، قرار گرفت. او یکی از دلایل باخت سنگین مقابل انگلیس را فشار تماشاگران روی بازیکنانش دانست و گفت: «از کسانی که نمی‌خواهند از تیم پشتیبانی کنند، می‌خواهم به ورزشگاه نیایند و در خانه بمانند.» کیروش در حین برگزاری بازی نیز با تماشاگران درگیری لفظی پیدا کرده بود و از آن‌ها خواسته بود سکوت کنند.
همچنین تصاویر بسیاری از حضور تماشاچیان در داخل ورزشگاه با شعارهایی نظیر «زن، زندگی، آزادی» منتشر شد.

### ادعای همکاری مسوولان برگزاری با جمهوری اسلامی
مسوولان قطری در ورزشگاه محل بازی تیم‌های فوتبال جمهوری اسلامی و ولز، با ایرانیانی که با پرچم و نمادهای حمایت از خیزش ۱۴۰۱ ایران به استادیوم رفته بودند، برخورد کردند. بر اساس گزارش‌ها، مأموران حراست داخل ورزشگاه، پرچم‌های نشان‌دهنده شعار «زن زندگی آزادی» و «شیر و خورشید» را از میان هواداران جمع کردند. برخی تماشاگران ایرانی نیز از فشار پلیس قطر برای پاک‌کردن نام کشته‌شدگان اعتراضات ۱۴۰۱ و حذف تصویر مهسا امینی از لباس‌ها خبر دادند.

### بحث بین یورگن کلینزمن و کی‌روش
یورگن کلینزمن، بازیکن و سرمربی سابق تیم ملی فوتبال آلمان، که به عنوان کارشناس بازی ایران و ولز در برنامه مچ آف‌دِ دی، بی‌بی‌سی حضور داشت، گفت تاکتیک تیم ایران «بسیار خشن و پر خطاست» و آن‌ها «استاد شلوغ‌کاری» هستند. او گفت: اگر داوری از آمریکایی جنوبی در این بازی جای داور گواتمالایی بود، شاید بیشتر به سود ولز می‌بود.
کارلوس کی‌روش، سرمربی تیم ملی فوتبال ایران، در پاسخ خود در توییتر از کلینزمن دعوت کرد به تمرین ایران در قطر برود تا بیشتر با فرهنگ و تمدن ایرانی آشنا شود. او البته در کنایه به کلینزمن گفته، قبل از آمدن به سر تمرین از شغلش در فیفا استعفا کند.
رسانه‌هایی مانند گاردین، سان و… این واکنش کی‌روش را پوشش داده و آن را بسیار تند خواندند. اتفاقی که باعث شد کلینزمن مجبور به عذرخواهی از کی‌روش و تیم ایران شود.

### تیم ملا
حضور تیم ملی ایران در جام جهانی ۲۰۲۲ با خیزش ۱۴۰۱ همزمان شد. با توجه به حواشی پیش آمده در این دوره برای تیم ملی چون حضور در مراسم بدرقه ابراهیم رئیسی و شادی پس از گل بازیکنان و بی‌تفاوتی به اعتراضات با وجود کشته‌شدن چند صد نفر کاربران ایرانی در فضای مجازی به این تیم، لقب «تیم مُلّا» دادند. بسیاری از مردم این تیم فوتبال را «غیرملّی» دانسته و آن را به کنایه «تیم ملّا» و تیم حکومتی می‌خوانند.
پس از برد تیم ملی در برابر ولز نیروهای حکومتی جمهوری اسلامی به خیابان‌ها ریخته و با تجهیزات سرکوب به شادی پرداختند. رقصیدن و شادی نیروهای گارد ویژه پس از بازی با ولز با لباس نظامی در خیابان‌های ایران و انتشار عکس‌های بدون حجاب از زنان حامی این تیم از سوی رسانه‌های حکومتی در بحبوبه خیزش و سرکوب خشونت‌بار و خونین در شهرهای ایران، خبرساز شد.

### شادی معترضان بعد از حذف تیم از جام‌جهانی
دقایقی پس از پایان مسابقه ایران—آمریکا و حذف ایران از جام، ویدیوهایی در شبکه‌های اجتماعی مخابره شد که در آنها معترضان ضد جمهوری اسلامی شادی می‌کنند. مردم معترض در بیشتر شهرهای بزرگ ایران، از جمله تهران، کرج، رشت، انزلی، اراک، قم، مشهد، اردبیل، زنجان، ارومیه، اصفهان، شاهین شهر، فولاد شهر، شیراز، خرم‌آباد، بندرعباس، بوشهر، زاهدان و بسیاری از شهرهای کرد در آذربایجان غربی، کردستان، ایلام و کرمانشاه شبانه به خیابان آمدند و رقصیدند. مأموران امنیتی در واکنش در چند شهر به سمت مردمی که در حال شادی بودند، تیراندازی کردند.

## استفاده سیاسی
استفاده سیاسی از تیم ملی ایران در جام جهانی ۲۰۲۲ بهره‌برداری‌های سیاسی مقامات جمهوری اسلامی ایران از حضور تیم ملی فوتبال در جام جهانی فوتبال ۲۰۲۲ قطر است که برای کمرنگ کردن و اثرگذاری بر خیزش ۱۴۰۱ ایران استفاده شد.
همراهی بازیکنان تیم ملی واترپلو، بسکتبال، والیبال نشسته با خیزش ۱۴۰۱ ایران از طریق نخواندن «سرود ملی» بعنوان یک حرکت اعتراضی موجب ایجاد نگرانی برای مقامات جمهوری اسلامی شد.

### افشای اسناد خبرگزاری فارس
در اسناد افشاشده خبرگزاری فارس پس از هک شدن توسط گروه هکری بلک ریوارد، مرکزی به نام «مرکز شمس» طرحی را برای استفاده از جام جهانی برای مقابله با خیزش و همچنین جلوگیری از حمایت بازیکنان تیم ملی از این اعتراضات با عنوان «طرح عملیات جام جهانی» ارائه کرده‌است. در توصیه این مرکز اعلام شده‌است وزارت خارجه جمهوری اسلامی باید با وزارت خارجه قطر برای «تقلیل حداکثری تهدیدات» تلاش کند. آنان عملاً از طریق وزارت امور خارجه، از دولت قطر خواسته‌اند با معترضان برخورد کند. آنچه در جام جهانی ۲۰۲۲ قطر دیده شد نیز همراهی دوحه با تهران برای سرکوب معترضان را به خوبی آشکار می‌کرد.
این طرح شامل تهدید و تطمیع بازیکنان تیم فوتبال جمهوری اسلامی، برگزاری جشن برای برد تیم، استفاده از کارلوس کیروش، سرمربی تیم برای مدیریت بازیکنان، تابو اعلام شدن مصاحبه با رسانه‌های فارسی‌زبان خارج کشور، هراس‌افکنی از تجزیه‌طلبی و هماهنگی با قطر برای انجام‌نشدن هیچ‌گونه اقدامی علیه جمهوری اسلامی در این مسابقات بود.
همچنین نظام به بازیکنان وعده داده بود «پول خرجشان می‌کند» و تهدیدشان کرده اگر سرود ملی جمهوری اسلامی را نخوانند یا مچ‌بند مشکی بپوشند، «از تیم کنار گذاشته می‌شوند».

### اعزام تماشاگر از سوی حکومت جمهوری اسلامی
همزمان با برگزاری بازی‌های ایران، رسانه‌های مختلف از برنامه‌ریزی حکومت ایران برای کنترل فضای عمومی و ورزشگاه در قطر، خبر دادند.
در سومین فایل به‌دست‌آمده از هک خبرگزاری فارس توسط گروه هکری بلک ریوارد؛ قاسم قریشی، جانشین سازمان بسیج اعلام می‌کند که قصد دارد دست‌کم دو هزار نفر از خبرنگاران و نیروهای موسوم به ارزشی را به قطر بفرستد تا مردم را همسو با جمهوری اسلامی نمایش دهند. با این کار همچنین قرار است اقدام‌های مخالفان جمهوری اسلامی در این مسابقات را خنثی کنند.

«ما افرادی می‌خواهیم که هم پرچم دستشان بگیرند و هم در کارهای ارزشی و فرهنگی، میدان‌داری کنند. بالاخره بچه‌های رسانه هم همینجوری‌اند دیگر. ما گفتیم هم این جمع و هم بچه‌های بسیج رسانه هر دو کار را می‌توانند انجام دهند. هم خبر تهیه کنند و هم پرچم دستشان بگیرند و روی لپشان نقاشی کنند.»

ــ سخان قاسم قریشی، جانشین سازمان بسیج در مورد اعزام تماشاگر به جام جهانی ۲۰۲۲ قطر
روزنامه اینترنتی فراز با انتشار گزارشی از خرج یک میلیون و ۸۰۰ هزار دلاری برای مسافران جام جهانی قطر که منتسبان به جریان موسوم به ارزشی تندرو نامیده‌است، خبر داد. این روزنامه از اعزام ۱۰۰ نفر به قطر با همکاری وزارت ورزش خبر داد و همچنین نوشت تعدادی از حاضرین در دوحه نیز توسط دیگر سازمان‌ها و نهادهای دولتی به قطر اعزام شده‌اند که به گفته برخی روزنامه‌نگاران، تعدادشان به ۳۵۰ نفر می‌رسد. این در حالی بود که پیش‌تر اعلام شده بود که نام خبرنگاران ورزشی بسیاری از رسانه‌های رسمی ایران از لیست اعزام به قطر خط خورده‌است.
در این رابطه، احمد راستینه، سخنگوی کمیسیون فرهنگی مجلس شورای اسلامی، گفت: دربارهٔ «اعزام افراد و کارکنان دولتی» و اختصاص «رانت» برای حضور در جام جهانی تحقیق می‌کند.
سخنگوی کمیسیون فرهنگی مجلس شورای اسلامی در ادامه گفت « «تأکید ما این بوده که مسئولان دولتی اگر می‌خواهند در این رزمایش بزرگ ورزشی شرکت کنند باید با هزینه شخصی خود به قطر بروند. اگر ما به دنبال سالم‌سازی محیط‌های اداری خود هستیم باید بسترهای رانت و بهره‌مندی از بیت‌المال را کاملاً ببندیم.»

### تهدید بازیکنان پس بازی با انگلیس
خبرگزاری سی‌ان‌ان به نقل از منبعی ناشناس پس از برگزاری بازی ایران مقابل ولز، از تهدید بازیکنان ایران پس از بازی اول در مقابل انگلیس توسط «مأموران سپاه» خبر داد. این خبرگزاری گفته‌است که به بازیکنان گفته شده اگر مطابق خواست رژیم رفتار نکنند، خانواده‌های آن‌ها «زندانی و شکنجه» خواهند شد. همچنین سی‌ان‌ان از ملاقاتی جداگانه بین کارلوس کیروش، مربی تیم با سپاه خبر داد.
سی‌ان‌ان گفته‌است که منبع این گزارش کسی است که به‌طور ویژه فعالیت‌های نیروهای امنیتی ایران در قطر و در حاشیه جام‌جهانی را رصد می‌کند. این منبع گفته که ده‌ها نیروی سپاه برای کنترل تمام رفتارهای بازیکنان و جلوگیری از هرگونه اقدام اعتراضی در قطر حضور دارند.

### واکنش گسترده مقامات جمهوری اسلامی پس از برد مقابل ولز
- سید علی خامنه‌ای، رهبر جمهوری اسلامی، پس از برد تیم جمهوری اسلامی مقابل ولز در دیدار با بسیجیان اعلام کرد که «دیروز بچه‌های تیم ملی فوتبال کشورمان در جام جهانی چشم ملت را روشن و آنان را خوشحال کردند. خداوند چشم آنان را روشن کند».[۶۷]
- رئیس‌جمهور، رئیس مجلس و رئیس قوه قضاییه نیز در پیام‌های جداگانه‌ای پیروزی مقابل ولز را تبریک گفتند.[۶۸] ابراهیم رئیسی، رئیس‌جمهور ایران، پس از بازی دوم ایران در مقابل ولز، در گفت‌وگوی تلفنی با امیر قطر بابت برگزاری خوب جام جهانی فوتبال، تلاش‌های این کشور برای رعایت ارزش‌های اسلامی را شایسته تقدیر دانست.[۶۹]
- همچنین فرماندهان نیروهای نظامی از جمله فرمانده کل سپاه پاسداران و فرمانده کل ارتش در پیام‌های جداگانه‌ای این پیروزی را تبریک گفتند.[۷۰] رئیس سازمان قضایی نیروهای مسلح نیز با تمجید از عملکرد بازیکنان تیم ملی اعلام کرد که «ملی پوشان بسیجی‌های انقلاب در آنجا شدند».[۷۱]
- بعد از پیروزی بر ولز، محسنی اژه‌ای، رئیس قوه قضاییه، به مراجع ذیربط قضایی برای بهره‌مندی زندانیان از ارفاقات قانونی و بازگشت آنان به آغوش گرم خانواده دستور ویژه صادر کرد.[۷۲] این در حالی بود که برخی خبرگزاری‌ها از بازداشت حداقل ۶۰ هزار نفر طی اعتراضات ۱۴۰۱ خبر داده بودند.
- پس از برد مقابل ولز، جمعی از نیروهای یگان ویژه در مناطق مختلف تهران با لباس نظامی و نقاب و باتوم، با در دست داشتن پرچم جمهوری اسلامی به رقص و شادی پرداختند.[۷۳]
- روزنامه کیهان، پس از بازی مقابل انگلیس در تیتر اول خود نوشت: «ایران ۲ - ولز، اسرائیل، آل سعود و وطن‌فروشان داخلی و خارجی صفر» و «برخی از اعضای تیم غیرت نداشتند و سرود نخواندند».[۷۴][۷۵] این روزنامهٔ وابسته به حکومت جمهوری اسلامی، روز شنبه ۵ آذر، پس از برد ایران مقابل ولز با چرخشی ۱۸۰ درجه‌ای نوشت: «بازیکنان غیرتمند ایران سنگ تمام گذاشتند».[۷۶][۷۷]

### انتشار تصاویر بدون حجاب هواداران فوتبال
خبرگزاری‌های وابسته به دولت ایران در جریان پوشش شادی پس از پیروزی مقابل ولز، تصاویری از زنان و دختران بدون حجاب در کنار پرچم جمهوری اسلامی منتشر کردند. روزنامه اعتماد ویدئویی از شادی هواداران منتشر کرد که دختر بی‌حجابی بر روی ماشین پلیس نشسته و شادی می‌کند.

### نشست خبری مربی‌ها
گرگ برهالتر، سرمربی تیم ملی فوتبال آمریکا در نشست خبری پیش از دیدار مقابل ایران با سئوالات سیاسی از سوی خبرنگاران اعزامی از ایران مواجه شد. سوالاتی همچون «چرا ناوگان آمریکا خلیج فارس را ترک نمی‌کند؟»، «چند درصد از مردم دنیا از پیروزی ایران در این بازی خوشحال خواهند شد؟»، «از این‌که مربی کشوری با تبعیض علیه رنگین‌پوست‌ها هستید، راضی هستید؟» و…. که به نظر می‌رسید خبرنگاران اعزامی از ایران به شکل دستوری از برهالتر می‌پرسیدند.
این در حالی بود که پیش‌تر سرمربی و بازیکنان ایران از پاسخ به سوالات سیاسی طفره رفته بودند. سرمربی تیم ملی ایران دربارهٔ سوالاتی که از او و بازیکنان دربارهٔ خیزش ۱۴۰۱، پرسیده شد، گفت: «ما طبق قوانین فیفا و رئیس آن عمل می‌کنیم، رسانه‌ها هم آزاد هستند هر سؤالی بخواهند بپرسند ما هم هرطور بخواهیم پاسخ می‌دهیم چون رسانه‌های آزاد داریم.
او در پایان نشست با اعتراض به خبرنگار بخش جهانی بی‌بی‌سی گفت: چرا دربارهٔ افغانستان از ساوت‌گیت نمی‌پرسید؟
مهدی طارمی همراه کی‌روش در این نشست گفت: به سؤال سیاسی جواب نمی‌دهم و فقط دربارهٔ فوتبال حرف خواهم زد.

### دیگر واکنش‌ها
- صادق زیباکلام استاد علوم سیاسی دانشگاه تهران در واکنش به حاشیه‌های بازی تیم فوتبال ایران و ولز نوشت «چقدر غم‌انگیز است وضعیت نظامی که محبوبیت سیاسی و اجتماعی‌اش آنقدر سقوط کرده که با همه وجود متوسل به برد بازی فوتبال شود تا در پشت آن برای خودش یک مقدار محبوبیت و همراهی مردمی جمع‌آوری کند»[۸۳]